# Розторопша
Розторопша (Silybum) — рід двох видів квіткових рослин родини айстрових. Рослини є рідними для середземноморських регіонів Європи, Північної Африки та Близького Сходу. Один вид був інтродукований в інших місцях, зокрема в Північній Америці.
Представники цього роду ростуть як однорічні або дворічні рослини. Прямовисне стебло високе, розгалужене та борозенчасте, але не колюче. Великі чергові листки, як і в інших родів будяків, мають воскові пластини, зубчасті та шипуваті. Нижні листки сидячі. Верхні листки мають охопну основу. Квіткові головки поодинокі й розміщені на кінці стебла, вони великі, дископодібні, рожево-фіолетові, рідко білі. Квітки складаються з трубчастих квіточок. Філярії під квітками розташовані в багато рядів, причому зовнішній ряд має частки з шипами та верхівкові колючки. Плід — чорна сім'янка з білим чубчиком.